# Estación de Père Lachaise

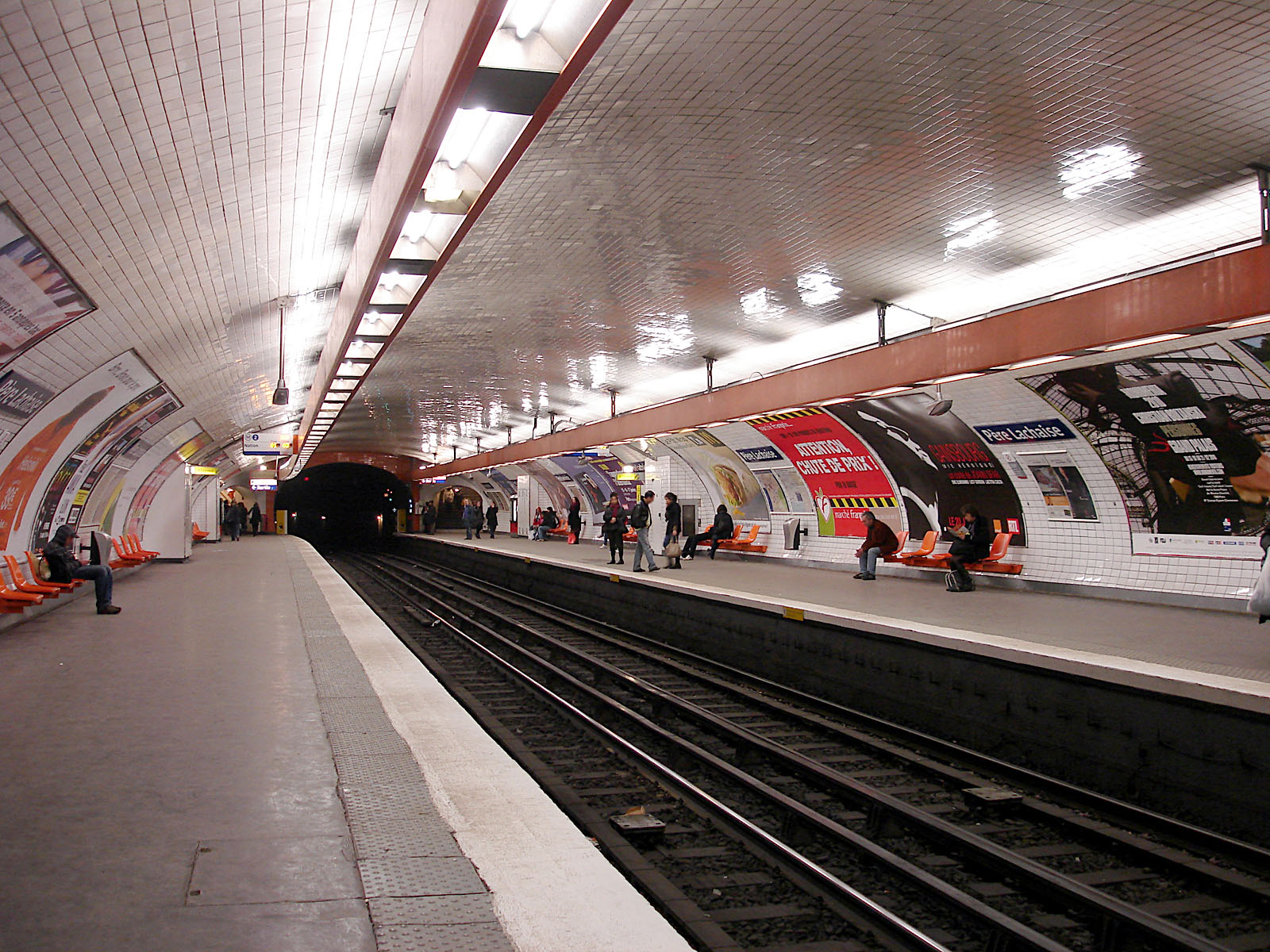
Andenes de la Línea 2

Père Lachaise es una estación de las líneas 2 y 3 del metro de París situada en el límite de los distritos XI y XX, al este de la ciudad.

## Historia
La estación fue inaugurada el 25 de febrero de 1903 con la llegada de la línea 2. La línea 3 se inauguraría poco después, el 19 de octubre de 1904. En 1909, fue la primera estación de la red en ser dotada con unas escaleras mecánicas.  
Debe su nombre al cercano cementerio de Père Lachaise cuyo origen se encuentra en la figura del jesuita François d'Aix de La Chaise, confesor de Luis XIV durante 34 años.

## Descripción

### Estación de la línea 2
Se compone de dos andenes laterales de 75 metros de longitud y de dos vías.
Está diseñada en bóveda elíptica revestida completamente de los clásicos azulejos blancos del metro parisino, aunque en este caso son planos, sin biselar. 
La iluminación es de estilo Motte y se realiza con lámparas resguardadas en estructuras rectangulares de color rojo que sobrevuelan la totalidad de los andenes no muy lejos de las vías.
La señalización por su parte usa la moderna tipografía Parisine donde el nombre de la estación aparece en letras blancas sobre un panel metálico de color azul. Por último los asientos, son rojos, individualizados y de tipo Motte.

### Estación de la línea 3
Se compone de dos andenes laterales de 75 metros de longitud y de dos vías.
Construida a escasa profundidad, la estación descarta la clásica bóveda del metro parisino y opta por unas paredes verticales, recubiertas de unos azulejos blancos de un tamaño superior a lo habitual, y de un techo metálico formado por tramos semicirculares que sostienen unas vigas de acero pintadas de color amarillo. 
La iluminación es de estilo Motte y se realiza con lámparas resguardadas en estructuras rectangulares de color amarillo que sobrevuelan la totalidad de los andenes no muy lejos de las vías.
La señalización por su parte usa la moderna tipografía Parisine donde el nombre de la estación aparece en letras blancas sobre un panel metálico de color azul. Por último los asientos son amarillos, individualizados y de tipo Motte.

## Accesos
La estación dispone de dos accesos. Uno de ellos está catalogado como Monumento Histórico al haber sido realizado por Hector Guimard.
- Acceso 1: a la altura del nº 63 bis del bulevar de Ménilmontant.
- Acceso 2: avenida de la República esquina con calle Spinoza.